# Ersatzlebensmittel
Ersatzlebensmittel sind Lebensmittel, die einem anderen in Aussehen und Geschmack ähneln, aber aus anderen Zutaten bestehen. Es wird gelegentlich das Wort Lebensmittelersatz oder fachsprachlich Surrogat verwendet. Hiervon abzugrenzen ist das nicht essbare Lebensmittelimitat, z. B. Shokuhin-Sanpuru. Im englischen Sprachraum werden Ersatzlebensmittel teilweise unter Verwendung des deutschen Begriffs als „ersatz good“ bezeichnet.

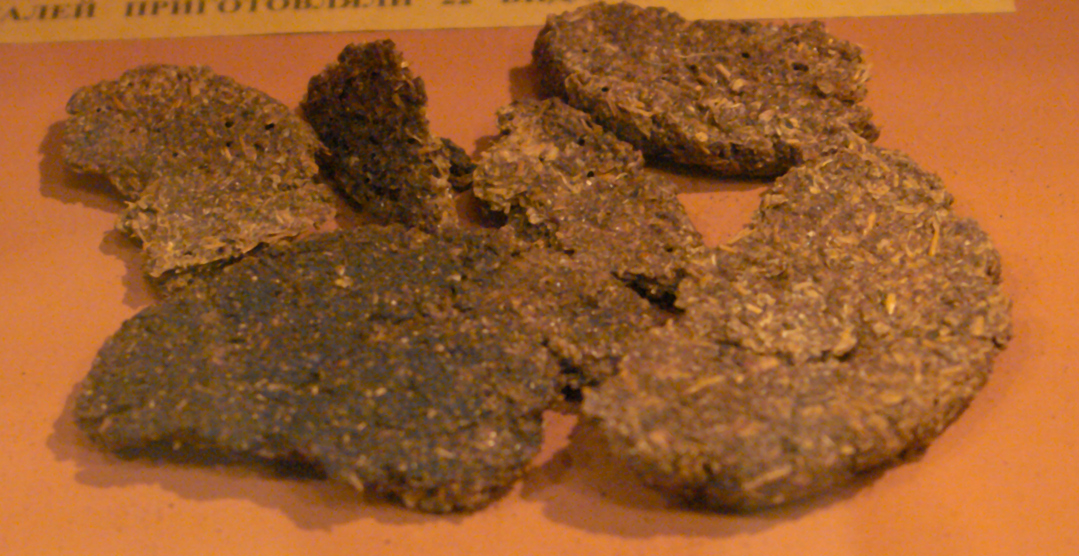
Hungerbrot während der Leningrader Blockade 1944 aus Gänsefußsamen und Kleie, frittiert mit Schmieröl

Grund für Ersatzlebensmittel war in Notzeiten die mangelnde Verfügbarkeit. Klassisches Beispiel ist Margarine als Butter-Ersatz. Große Bedeutung hatten Ersatzlebensmittel im Ersten Weltkrieg. Das Hauptmotiv ist heute meist eine Kostenersparnis bei der Herstellung, d. h. das Ersatzlebensmittel ist kostengünstiger als das klassische Lebensmittel. Verbraucherschutzverbände und auch die Medien benutzen hierfür auch die Begriffe Lebensmittelplagiat oder Lebensmittelfälschung und meinen damit den Einsatz von Ersatzstoffen ohne ausreichende Kenntlichmachung auf der Verpackung. Diese Begriffe werden jedoch auch für die Imitation des Designs oder eines eingetragenen Geschmacksmusters von Markenprodukten also Produktpiraterie im Lebensmittelbereich verwendet.
In der DDR wurden bei Lieferengpässen vielfältige Ersatzstoffe angeboten: Eine Schweinebacke (Fettbacke) etwa diente als Substitut eines Koteletts und die Schlager-Süßtafel kam ohne den schlecht verfügbaren Kakao aus.
Daneben gibt es auch Gründe, die beim Verbraucher liegen, beispielsweise Nahrungsmittelunverträglichkeit, Vegetarismus oder Veganismus.
Häufig werden die Originale im Lebensmittelgesetz genau definiert und sind begrifflich geschützt, damit keine Bezeichnungen gewählt werden, die beim Verbraucher zur Verwechslung mit dem echten Produkt führen. So sieht die EG-Verordnung 1898/87 einen Begriffsschutz für Milch, Molke, Rahm, Butter, Buttermilch, Käse, Joghurt und Kefir vor. Ausnahmen stellen traditionelle Begriffe wie Kokosmilch, Kakao- und Erdnussbutter dar. Sojaprodukte fallen nicht unter diese Ausnahmeregelungen.
§ 11 LFGB verbietet es generell, nachgemachte oder minderwertige Lebensmittel ohne ausreichende Kenntlichmachung in den Verkehr zu bringen. Sojaprodukte dürfen entsprechend nicht in den Verkehr gebracht werden, wenn suggeriert wird, dass es sich dabei um oben genannte geschützte Begriffe handeln könnte.

## Beispiele

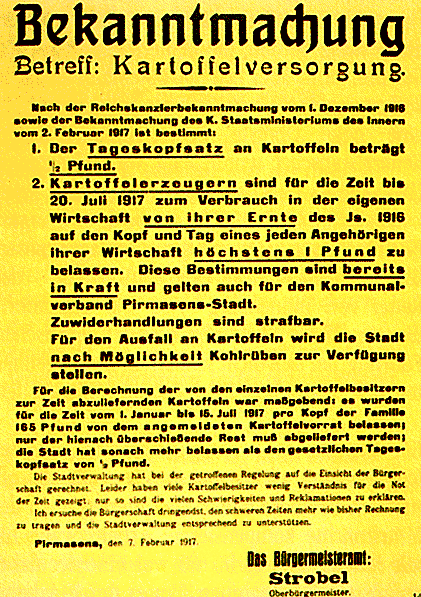
Kartoffelrationierung Pirmasens 1917, Steckrübenwinter

- Steckrübe – gebraten als vegetarisches Schnitzel sowie in Notzeiten als Ersatz für andere Grundlebensmittel wie Kartoffeln
- Hungerbrot – So wird ein in Notzeiten gebackenes Brot bezeichnet. Teils wurde das knappe Mehl aus den üblichen Hauptgetreidearten gestreckt, teils komplett ersetzt.
- Muckefuck – Kaffee-Ersatz ohne Koffein, meist aus Getreide
- Käseersatz – Mischung aus tierischem und/oder pflanzlichem Eiweiß und Fetten, teilweise mit Emulgatoren, Farb- und Geschmacksstoffen.[7] Seidentofu ähnelt Frischkäse.
- Formfleisch – Fleischreste, die zu größeren Fleischstücken verpresst werden. Auch Pizza-Schinken, ein Schinkenimitat aus Fleischstücken, eingebettet in einem Stärkegel
- Surimi – ähnlich wie Formfleisch, aber aus Fisch
- Deutscher Kaviar – eingefärbter Rogen vom Seehasen
- Schokoladenersatz – Schlager-Süßtafel, Creck, kakaofreie Schokoladenalternative und andere Produkte, die nicht den laut Kakaoverordnung vorgeschriebenen Kakaogehalt aufweisen
- Margarine – ein industriell hergestellter Butterersatz aus pflanzlichen und teilweise auch tierischen Fetten.
- Honigersatz – wie Invertzuckercreme (im Wesentlichen aus Invertzucker hergestellter Bienenhonigersatz[8]) oder Agavendicksaft
- Plockwurst (auch Knoblauchsalami) wird meist als Ersatz für Salami auf der Pizza verwendet
- Pflanzliche Milch, z. B. Sojadrinks – ein pflanzlicher Ersatz für Kuhmilch
- Sahneersatz aus Pflanzenölen
- Fleischersatz, z. B. Seitan (Weizeneiweiß), texturiertes Soja, Tofu, Tempeh, Oncom oder Quorn (Pilzferment)
- Wurstersatz – mit vegetarischer (z. B. mit Hühnerei- oder Milcheiweiß) oder veganer Rezeptur, wobei Erbswurst eher nur in der Form einer Wurst ähnelte
- Aquafaba – Eiweiß-Ersatz für Eischnee, Kunstwort für das Einweichwasser von Kichererbsen oder anderen Hülsenfrüchten.
- Milei – Ei-Ersatz aus Milchbestandteilen
- Hefeöl – Auf kohlenhydrathaltiger Biomasse wachsende Hefen können zur Herstellung von Öl verwendet werden, dessen Zusammensetzung sich verschiedenen pflanzlichen Ölen anpassen lässt.[9]